# ケイ・フェルダー
ケイ・フェルダー（Kahlil Ameer Felder, Jr.、1995年3月29日 - ）は、アメリカ合衆国・ミシガン州デトロイト出身のバスケットボール選手。ポジションはPG。

## 来歴
地元デトロイトの高校時代は、ミシガン州の最優秀選手に選出されるなど、注目される存在だった。大学はアメリカ中西部で構成される「ホライゾン・リーグ」と呼ばれるカンファレンスに所属するオークランド大学に進学。1年生時の2013-14シーズンに同カンファレンスのフレッシュマン賞を受賞したフェルダーは、年々数字を伸ばし、3年生の2015-16シーズンは平均24,4得点に加え、平均アシストはNCAA全カンファレンスでも最高の9,3アシストを記録し、カンファレンスの最優秀選手に選出された。
フェルダーは4年生はプレーせず、2016年4月に2016年のNBAドラフトにアーリーエントリーを表明。54位でアトランタ・ホークスから指名された後、ドラフト開催日当日に交渉権がクリーブランド・キャバリアーズに移動。8月6日にキャバリアーズと3年契約を結んだ。
NBA1年目のシーズンは42試合で起用されたものの、プレーオフでは不出場で終了。更にシーズンオフにはデリック・ローズやアイザイア・トーマスなどを獲得したこともあり、2017年10月14日にホークスに放出されて解雇。16日にシカゴ・ブルズがウェーバーでフェルダーを獲得したと発表した。
2017年12月19日、ブルズから解雇された。
2018年1月15日、デトロイト・ピストンズとツー・ウェイ契約を結んだ。